# Rui Silva
Rui Silva (Santarém, 3. kolovoza 1977.), portugalski atletičar, svjetski i europski dvoranski prvak na 1500 metara.
Osvojio je brončanu medalju na Olimpijskim igrama u Ateni 2004. godine u disciplini 1500 metara
Na Svjetskim prvenstvima osvojila je zlato u   Lisabonu 2001.   Helsinkiju 2005., na Svjetskim dvoranskim prvenstvima ima zlato iz  Lisabona 2001. godine, srebro   Budimpešte 2004. na 3000 metara.
Na Europskim prvenstvima ima broncu iz   Minchena 2002. godine, i srebro iz   Budimpešte 1998. godine.
Trostruki je Europski prvak iz  Valencije 1998. godine,   Beča 2002. i  Torino 2009. godine na 1500 metara, te srebro iz  Ghenta 2000. godine u disciplini 3000 metara.

## Vanjske poveznice
- Iaaf-ov profila Rui Silve